# Charles Daurier
Charles, baron Daurier , né le 29 juin 1761 à Saint-Paulien, mort le 29 mai 1833 à Nancy, est un général français de la Révolution et de l’Empire.

## Biographie
Fils de Jean Daurier (✝ 26 décembre 1784), notaire à Saint-Paulien en Velay et de Claudine Calemard du Genestoux (✝ 30 janvier 1791), Charles Daurier, voulant suivre la même carrière que ses deux oncles, l'un maréchal de camp, l'autre colonel, entre au service le 20 mars 1777, comme simple soldat au 18e régiment d'infanterie de ligne, l'un de ceux qui font partie à cette époque de l'armée auxiliaire envoyée par Louis XVI au secours des Américains.
Sergent le 5 février 1778, il fait les campagnes d'Amérique de ces deux années et les suivantes jusqu'en 1783. En 1781, il se trouve au siège d'York, en Virginie, et en 1782, alors sergent au régiment du Gâtinais, au combat naval des Saintes du  9 avril, où à bord du vaisseau le Caton, les éclats d'une pièce de trente-six le blessent à la cuisse et aux deux bras.
De la guerre de l'indépendance, le jeune Daurier ne rapporte que les galons de sergent, la médaille de Cincinnatus (1825) et trois blessures : les grands pas sont rares alors pour les roturiers dans la carrière des armes.

### Guerres révolutionnaires
Sous-lieutenant le 15 novembre 1791, lieutenant le 1er mars 1792, adjudant-major le 2 mai, il est nommé capitaine et aide de camp du général Tourville le 12 juin de la même année, puis chef de bataillon le 20 mai 1793, il est alors à l'armée de Sambre-et-Meuse. Il se distingue le 24 vendémiaire an II devant Maubeuge, en enlevant aux Autrichiens 2 redoutes et les ouvrages du bois des Tilleuls.
Promu général de brigade le 19 floréal suivant, il contribue le 28 prairial, à la prise des postes de Marchienne-au-Pont, Monceau et Souvret. La part qu'il prend le 8 messidor, à la bataille de Fleurus, a une grande influence sur le succès de celle célèbre journée. Sa brigade placée à l'aile gauche de l'armée, repousse sur ce pont un corps autrichien de 12 000 hommes qui veut tourner la gauche de Jourdan.
Il concourt ensuite, sous les ordres de Kléber, au siège de Maastricht (1793), qui se rend le 14 brumaire an III, et commande Cologne jusqu'en prairial. À cette époque il a le commandement d'une brigade de la division Bernadotte, avec laquelle il passe le Rhin.
En l'an IV, lors de la retraite devant Mayence, à la tête du 3e régiment de chasseurs à cheval, il culbute dans la Lahn le 21 vendémiaire, un régiment de hussards autrichiens. La même année, sous Marceau, il se porte le 21 brumaire sur Creutznach, avec un bataillon de la 94e demi-brigade, et pénètre dans cette ville au pas de charge. Fait prisonnier par les Autrichiens, il parvient secondé par quatre ordonnances du 4e hussards, à se dégager à coups de sabre, rejoint le bataillon et met l'ennemi en pleine déroute.
Vers la fin de messidor, il repousse deux sorties de la garnison de Cassel. Le 4 brumaire an V, au combat de Hundsruck, le général Ligneville lui ayant confié le centre de son corps d'armée, il force le passage de la Nahe à Langenlonsheim, entre Bingen et Creutznach, sous le feu de 8 pièces d'artillerie, et contraint les Autrichiens à rentrer dans Mayence, après leur avoir fait éprouver une perte de 200 hommes.
Chargé en l'an VII du commandement de la forteresse de Luxembourg, et en l'an VIII de la forteresse d'Ehrenbreitstein, il est investi le 15 messidor, de celui du département de Rhin-et-Moselle, et le quitte le 11 pluviôse an IX pour la 2e subdivision (Thionville) de la 3e division militaire.

### Guerres napoléoniennes
Il y est encore employé quand, en l'an XII, le premier Consul le fait membre et commandant de la Légion d'honneur les 19 frimaire et 25 prairial. Il le fait en même temps électeur du département de la Meurthe. Le général Daurier, créé baron de l'Empire en 1809, commande la marche de Trévise puis est employé en 1813 à la défense de Venise. Il participe la même année, à la retraite sur l'Isonzo.
Revenu en France après la chute de l'Empire, il reçoit le 21 août 1814, la croix de Saint-Louis, et une ordonnance royale du 4 septembre 1815, l'admet à la retraite. Il est nommé lieutenant-général des armées du Roi, à titre honoraire, en 1820.
Charles Daurier épouse le 18 frimaire an XII (10 décembre 1803) à Metz, Jeanne Marie Joséphine Saget. Divorcés le 10 janvier 1816, ils ont eu ensemble Jean-Baptiste (14 novembre 1804 ✝ 18 novembre 1869), 2e baron Daurier, directeur de la bergerie impériale de Rambouillet, chevalier de la Légion d'honneur, commandeur de l'ordre royal du Dannebrog, chevalier de l'ordre de Frédéric de Wurtemberg, chevalier de l'ordre de Vasa, chevalier de l'Ordre royal de Kamehameha Ier.
Bien qu'il ne fût pas encore officier pendant la guerre d'indépendance des États-Unis, ce qui est en principe une condition d'admission, il accède en 1825 à la Société des Cincinnati par l'intervention du général de La Fayette.
Daurier vit ses derniers jours troublés par des chagrins domestiques et par de cruelles maladies. De désespoir cet officier général se « brûle la cervelle » à Nancy le 29 mai 1833. Le conseil municipal de Saint-Paulien inaugure son portrait dans la salle de la mairie.
Il est enterré, avec son fils, au cimetière de Préville à Nancy.

## Titres
- 1er baron Daurier et de l'Empire (lettres patentes du 19 janvier 1812).

## Décorations
- Légion d'honneur :
  - Légionnaire le 19 frimaire an XII, puis,
  - Commandeur de la Légion d'honneur le 25 prairial an XII ;
- Chevalier de Saint-Louis le 21 août 1814 ;
- Membre de la Société des Cincinnati des États-Unis d'Amérique.

## Armoiries
| Figure | Blasonnement |
|        | Armes du baron Daurier et de l'Empire Écartelé : au 1 d’azur à trois étoiles d’or ; au 2 de gueules à l’épée haute en pal d’argent ; au 3 d’argent à trois chevrons de gueules au chef du même chargé d’un lion naissant en contourné d’argent ; au 4 d’azur à un cheval cabré d’or., |